# Tomb of the Mutilated
Tomb of The Mutilated (La Tumba de los Mutilados) es el tercer álbum de estudio de la banda estadounidense de death metal, Cannibal Corpse, publicado el 22 de septiembre de 1992 a través de la compañía discográfica Metal Blade Records. Como en los anteriores discos de la banda, estuvo prohibido en Alemania hasta junio de 2006 por la crudeza de su portada, en la que se ve a un zombi realizando el cunnilingus a otra muerta viviente. Existe una versión censurada que en lugar de eso presenta un zombi de color observando una escena sexual que no se muestra en la imagen. Es considerado por la crítica y medios como la obra maestra de Cannibal Corpse y uno de los mejores dentro del death metal, dado lo elaborado de sus riffs, la velocidad de su tempo, la terrorífica y poderosa voz gutural de Chris Barnes, y por sus letras con extrema perversidad.
Los vocales de Chris Barnes en este álbum son excepcionalmente guturales, tanto que dentro del álbum hay una nota donde dice: "No se usaron armonizadores electrónicos para crear alguna voz en los temas de este álbum."

## Lista de canciones
Letras por Chris Barnes, música por Cannibal Corpse.
| N.º | Título                                 | Duración |  |
| 1.  | « Hammer Smashed Face»                 | 4:04     |  |
| 2.  | «I Cum Blood»                          | 3:41     |  |
| 3.  | «Addicted to Vaginal Skin»             | 3:31     |  |
| 4.  | «Split Wide Open»                      | 3:02     |  |
| 5.  | «Necropedophile»                       | 4:05     |  |
| 6.  | «The Cryptic Stench»                   | 3:57     |  |
| 7.  | «Entrails Ripped from a Virgin's Cunt» | 4:15     |  |
| 8.  | «Post Mortal Ejaculation»              | 3:37     |  |
| 9.  | «Beyond the Cemetery»                  | 4:53     |  |
| 10. | «I Cum Blood (en directo)»             | 4:13     |  |

## Miembros
- Chris Barnes - voz
- Jack Owen - guitarra
- Bob Rusay - guitarra
- Alex Webster – bajo
- Paul Mazurkiewicz – batería